# 滚铁圈

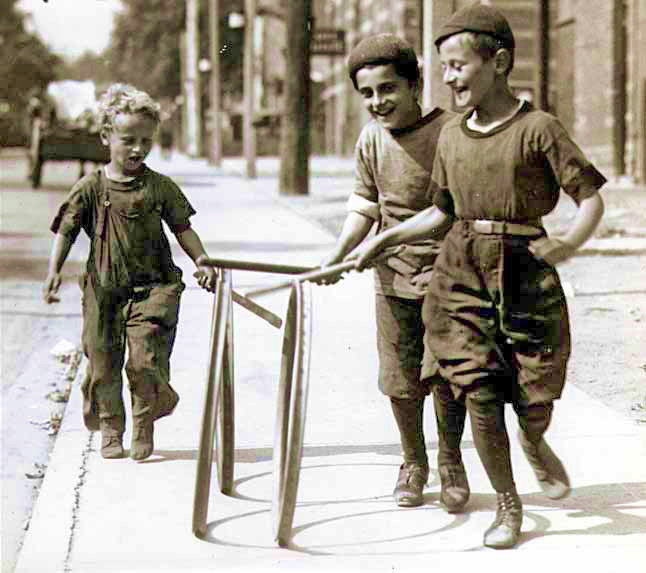
加拿大多倫多的男童在玩滾鐵圈，1922年

滚铁圈，俗称“滚轱辘圈”或者“滚铁环”，是一種娱乐性運動，用手持鐵棒或鐵鈎控制鐵圈，使其在地上按照規定的路線移動。這種遊戲方式需要较好的平衡能力和力量。
滚铁圈在古代亚洲、欧洲和非洲的历史中都有记录。在亚洲，古代中国人最早玩这个游戏，在欧洲则是古希腊人。
玩得好的人，不仅可以用铁钩控制铁圈的方向，还能玩出很多不同的花樣。例如讓鐵圈飛起來再接住等等。限于人们当时的物质生活水準，铁圈的制作材料往往是工地或垃圾堆中的废旧铁丝。所以，制作一个品質较好的铁圈，需要经过长时间的寻找和运气，但也可使用手中的一些多余材料或玩具与别人交换获得。
随着生活的进步，可供选择的娱乐的健身项目越来越多，滚铁圈也渐渐变成一种回忆，但仍有一批对此项运动钟爱的人，其中不乏成年人和老年人，除了做为一种运动项目锻炼身体以外，可能更多的是一种情怀。

## 歷史
世界許多地方的原住民曾經有過滾輪子的古老傳統。這種被稱為“輪子和桿”的遊戲在整個非洲大部分地區都很普遍。在其他大洲也可以找到它。在美洲，許多不相關的部落都在玩它，並且在英語中被稱為“箍與棒”或“箍與鏢”，該遊戲展現出許多不同的材料、工具大小和遊戲規則。據推測，遊戲得以廣泛分佈導因於遊戲豐富的趣味性，應該不是在某個地區發明後再向外擴散。

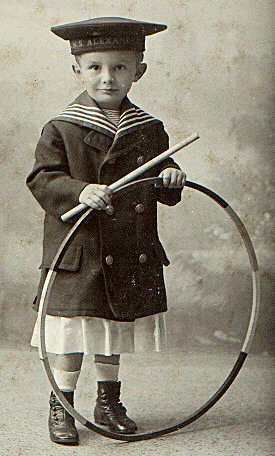
一个男孩在玩滚铁圈。在许多文化中，铁圈都是一种玩具。
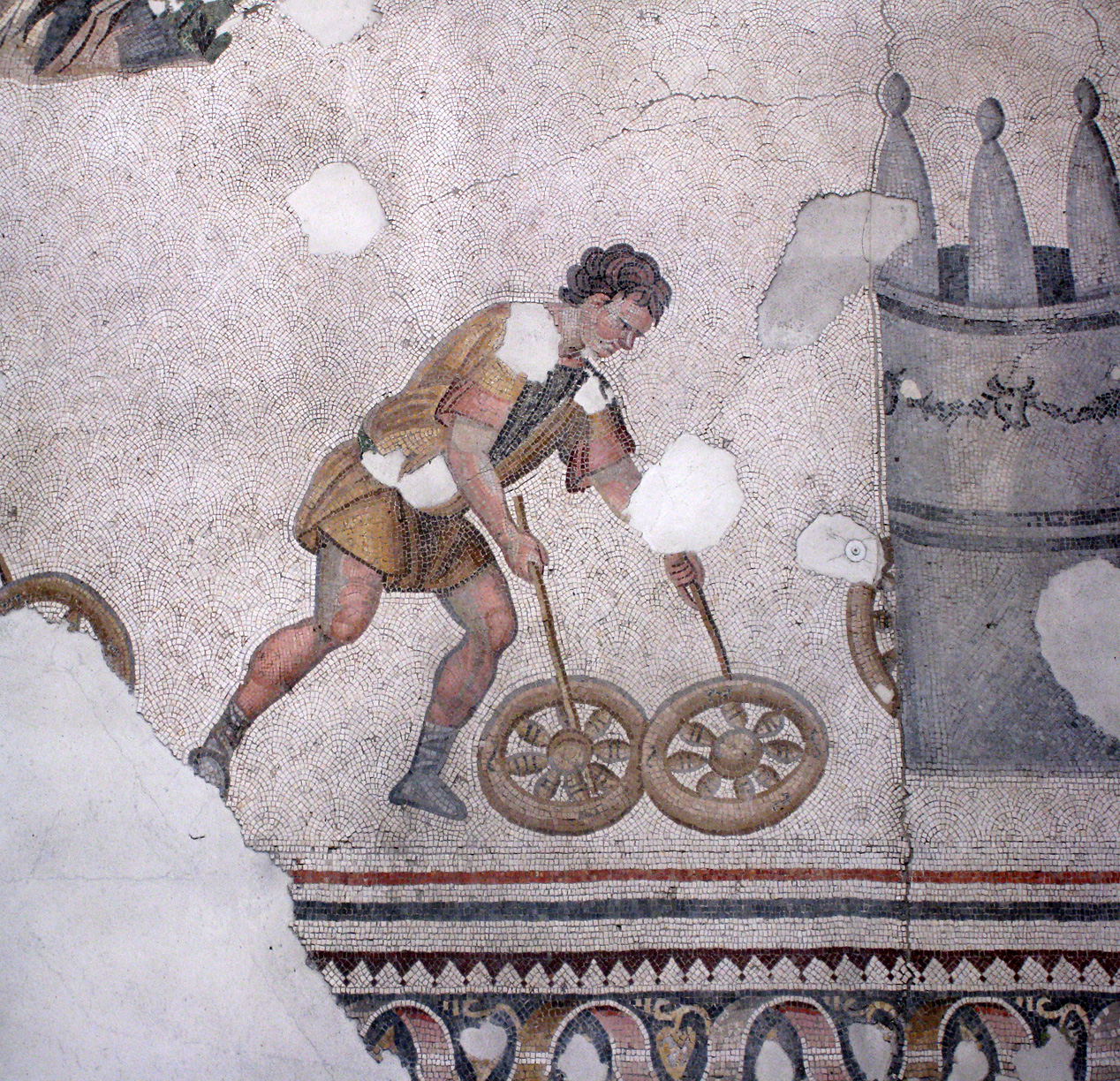
6世纪孩童玩滚铁圈的图像。
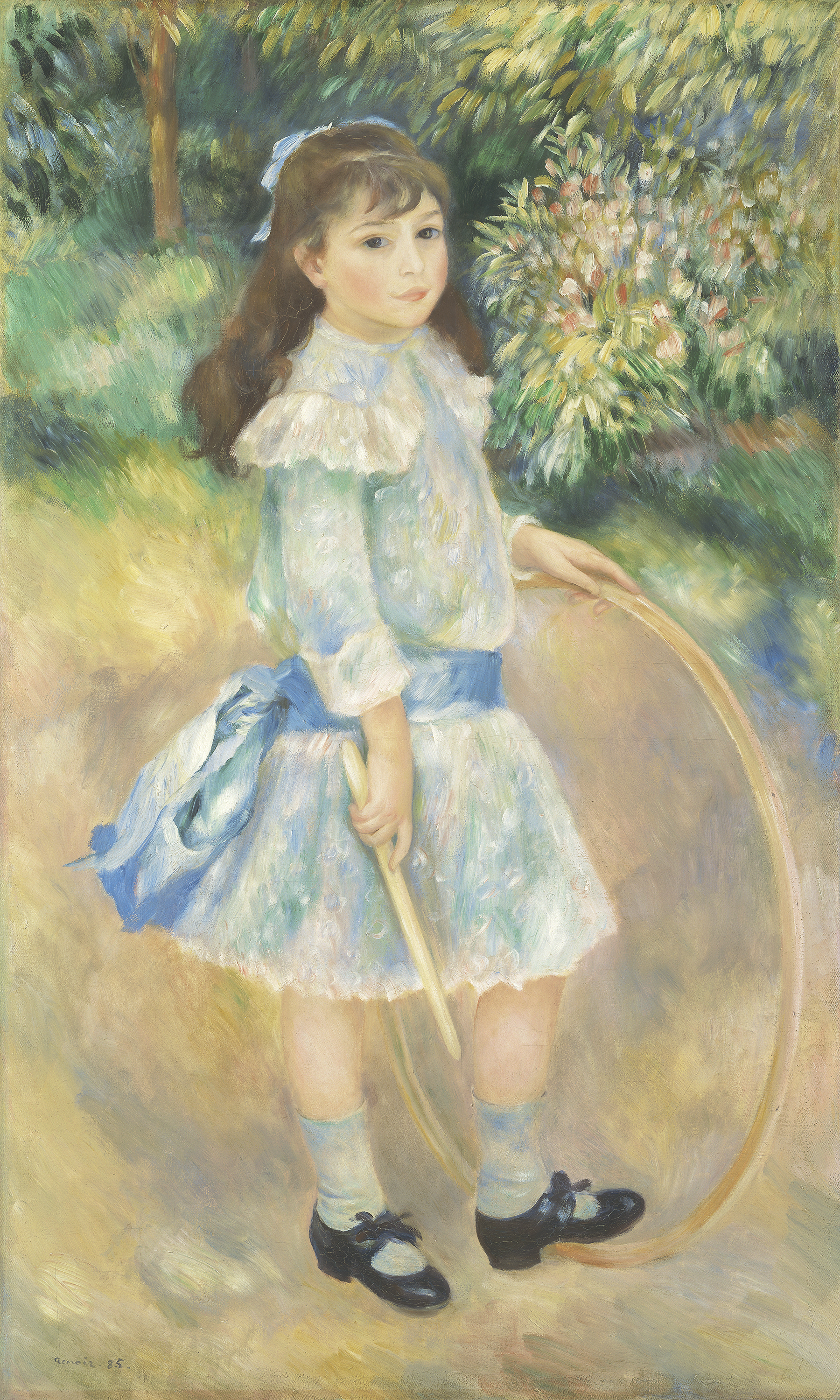
女孩和铁圈 (1885) 雷诺阿作品。
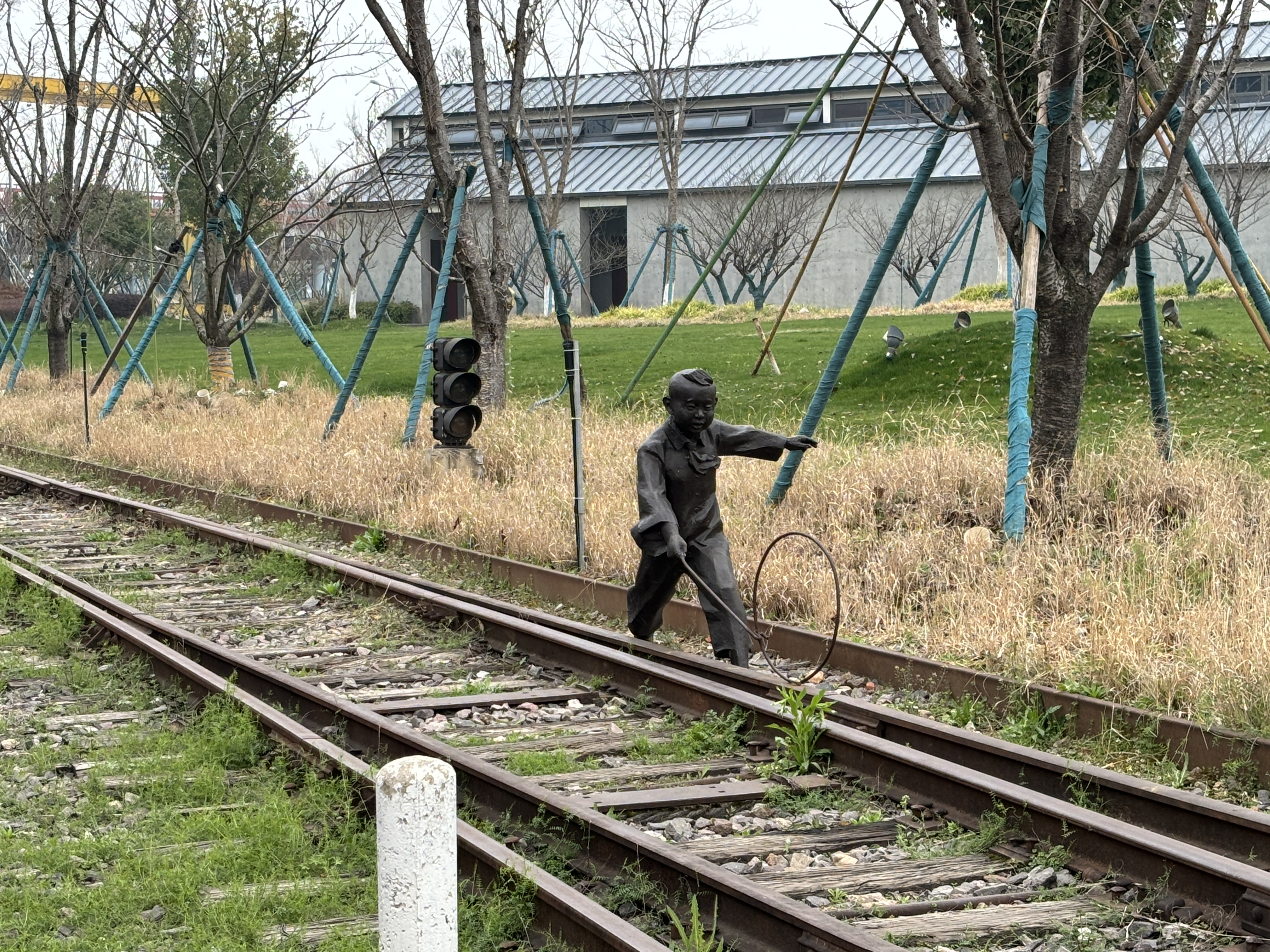
金华铁路文化公园内小童滚铁环的雕塑

## 製作
鐵圈：在塑膠水桶尚未出現的古代，民間儲水或醃製食物所用的桶子都是木製，這些木桶是由一片片木頭製成的，外面圈上一個鐵圈箍緊木條。在這些木桶用壞之後，更換下來的鐵圈就成了小孩們的玩具，可以玩上一整天，還可以一起比賽，趣味十足。
其他材質：還有用藤條、竹子編環製作的圈，亦可供孩童玩耍。